# Vino Starog sveta
Vino Starog sveta se prvenstveno odnosi na vino proizvedeno u Evropi, ali može uključivati i druge regione mediteranskog basena sa dugom istorijom vinarstva kao što su Severna Afrika i Bliski istok. Fraza se često koristi u kontrastu sa „vina iz Novog sveta“ koja se prvenstveno odnosi na vina iz vinskih regiona Novog sveta kao što su Sjedinjene Države, Australija, Južna Amerika i Južna Afrika. Termin „vino iz Starog sveta“ ne odnosi se na homogeni stil sa „vinskim regionima starog sveta“ poput Austrije, Francuske, Gruzije, Italije, Portugalije i Španije, od kojih svaki proizvodi veoma različite stilove vina čak i unutar svojih granica. Umesto toga, termin se koristi da opiše opšte razlike u filozofiji vinogradarstva i vinarstva između regiona Starog sveta gde tradicija i uloga [terroir[|teruara]] prednjače u odnosu na Novi svet gde se nauka i uloga vinara češće naglašavaju. U novije vreme, globalizacija vina i pojava letećih vinara umanjili su razliku između ova dva pojma, jer su vinari u jednom regionu mogli da proizvode vina koja mogu da ispolje osobine drugog regiona, tj. vino „stila starog sveta” koje se proizvodi u vinskoj regiji Novog sveta kao što je Kalifornija ili Čile i obrnuto.
„Stari svet“ takođe može značiti vinski stil koji su vekovima upražnjavali mali vinari za proizvodnju vina koje je namenjeno da se konzumiraju kao dnevni napitak uz obrok. Ova „uparivanja” hrane i vina, danas tako poznata (npr. Kjanti i italijanska hrana) razvijali su se generacijama putem pokušaja i grešaka. Mali seoski vinar je uspeo ili podbacio na reputaciji svog vina kao prihvatljivog „stonog“ vina, bilo da je veoma skupo ili jeftino.
Poređenja radi, vina „Novog sveta“, iako su prijateljska prema hrani, stvorena su da zadovolje ukuse savremenih vinopija. Savremeni ljubitelji vina, posebno oni na velikom američkom tržištu, konzumiraju vino kao samostalan napitak koliko i piće uz obrok. Stoga je neposredni „ukus” neodoljiv kriterijum po kome savremeni potrošač vina ocenjuje vino novog sveta.